# Mort Weisinger
Mortimer Weisinger (Nueva York, 25 de abril de 1915-Great Neck, 7 de mayo de 1978) fue un agente literario, editor de pulps y revistas de historietas y escritor. Se lo conoce especialmente por su trabajo de editor durante casi tres décadas en DC Comics en los títulos relacionados con Superman. También se destacó por ser el cocreador de personajes como Aquaman, Green Arrow y Johnny Quick, su colaboración en la serie televisiva Adventures of Superman y como autor de libros como 1001 Valuable Things You Can Get Free y The Contest.

## Biografía
Weisinger nació en el vecindario Washington Heights de la ciudad de New York, EE. UU., y fue criado en el distrito de Bronx de la misma ciudad. A los 13 años comenzó a interesarse por la ciencia ficción gracias a un número de la revista Amazing Stories de agosto de 1928 con historias de Buck Rogers por Philip Francis Nowlan, The Moth por H. G. Wells y The Skylark of Space de Edward Elmer Smith. Hacia 1930 comenzó a contactarse con otros fanáticos del género y los fanzines que se publicaban. En 1931, al asistir a un encuentro de The Scienceers, un fan club de ciencia ficción, conoció a Julius Schwartz, con quien formó una buena amistad por el resto de su vida.

### Inicio de su carrera
En 1931, Weisinger junto a Schwartz, Allen Glasser y Forrest J. Ackerman crearon The Time Traveller, uno de los primeros y más famosos fanzines dedicados enteramente a la ciencia ficción, donde publicaban cuentos de autores ya establecidos en la materia, artículos y entrevistas.
Asistió a la Universidad de New York, donde trabajó como editor en el diario de la institución, aunque abandonó antes de graduarse. Con Schwartz se acercaron a T. O'Conor Sloane, editor de Amazing Stories, y le vendió su primera historia, 'The Price of Peace', publicada en el número de noviembre de 1933 de dicha revista. Hacia fines de 1934 junto a Schwartz crearon una agencia para representar a los escritores. De acuerdo a Schwartz, Mort decía:

'Cuando un escritor que vive lejos de la ciudad escribé una historia, debe enviarla por correo a Amazing Stories. Si la rechazaban, tiene que esperar a que la historia vuelva a California y recién ahí la puede mandar a Wonder Stories. Y así la historia iba y venía, porque ellos las envían a ciegas. No saben que es lo que los editores quieren. Nosotros podemos hablar con los editories para así saber si quieren una historia interplanetaria de unas seismil palabras, o si quieren esto o aquello. Y darles esa información a los escritores. Y, por supuesto, nos transformaríamos en sus agentes y cobraríamos el 10% de honorarios.'

Así nació Solar Sales Service, la primera agencia literaria en especializarse en géneros relacionados con la ciencia ficción, el horror y la fantasía. Edmond Hamilton y Otto Binder fueron de sus primeros clientes, llegando a representar con el tiempo a muchos escritores excepcionales como John Russell Fearn, Alfred Bester, Stanley G. Weinbaum, H. P. Lovecraft y Ray Bradbury. A comienzos de la década de 1940 dejó la agencia para trabajar en Standard Magazine, una editorial de varias revistas pulp, donde pasó a ser editor de la revista Thrilling Wonder Stories. Weisinger pronto seguiría editando otras revistas de Standard, incluyendo Startling Stories y Captain Future y llegó a estar a cargo de no menos de 40 títulos.

### National Periodical Publications (DC Comics)
En marzo de 1941 Weisinger dejó de trabajar en Standard Magazines para pasar a National Periodical Publications (luego DC Comics), al principio como editor de los títulos Superman y Batman. Además ayudó a la creación de algunos personajes, como Aquaman, Green Arrow y Johnny Quick.
La incipiente carrera de Weisinger quedó interrumpida para servir en el servicio militar en tiempos de la Segunda Guerra Mundial, durante la cual sirvió como Sargento para los Servicios Especiales en Yale, teniendo como compañeros de habitación a Broderick Crawford y William Holden. Allí escribió guiones para I Sustain the Wings, un programa de radio para una emisora del Ejército de los Estados Unidos. Su reemplazo en la editorial fue Jack Schiff.
En 1946, al terminar el servicio militar, regresó a su trabajo en National y reasumió como editor, compartiendo el cargo con Jack Schiff. De acuerdo con Schiff, Weisinger no estaba muy contento de "compartir poder". En 1953 National se dividió en diferentes subgrupos, cada uno con sus correspondientes editores, quienes tenían a cargo un grupo específico de escritores y dibujantes que raramente eran compartidos. Así, Weisinger quedó en solitario a cargo de la serie de títulos de Superman.

### The Adventures of Superman
A comienzos de la década del 50 fue "llamado por Whitney Ellsworth para ir a California... para trabajar como editor en las historias de la serie de TV de Superman. En 1975, Weisinger recordaba acerca de esa experiencia que 

Camino a la costa, nos sentamos en el compartimiento del tren con una grabadora y trazamos unas quince historias para la serie. Conocí a George Reeves, el actor que interpretó a Superman, y era realmente un muy buen tipo. Lo sorprendente es que cuando se lo conocía uno decía 'Dios Mío, es Clark Kent'. Era como ver a Clark Kent en tres dimensiones, salido de las páginas de las revistas.

La influencia de Weisinger en guionistas de ciencia ficción e historietas también se extendió hacia la televisión. Gracias a su trabajo en The Adventures of Superman, Jackson Gillis terminó escribiendo en Perry Mason y Columbo (además de muchas otras series). Weisinger también destaca a David Chantler, William Woolfolk y Leigh Brackett como "ejemplos de sus protegidos y asociados que lo sobrepasaron en cuanto a éxito".

### Innovaciones en Superman
Al cancelarse la serie televisiva de Superman, Weisinger pudo dedicarle más tiempo y darle más libertad de acción al personaje en las historietas. Así, aprovechó la oportunidad para reinventar y modernizarlo, llegando a expandir la cantidad de títulos dedicados al mito del personaje.
Bajo su mandato se impulsó una amplia variedad de nuevos conceptos y personajes secundarios para Superman, como por ejemplo su prima Supergirl, Krypto, el super perro, la Fortaleza de la Soledad, la Zona Fantasma, la ciudad embotellada de Kandor, la Legión de Super-Héroes, y las kryptonitas de diferentes colores con diversos efectos. Con la intención de racionalizar un poco los poderes de Superman, fue bajo la supervisión de Weisinger que se incorporó a la mitología el "concepto de que en un mundo que giraba alrededor de un sol amarillo [a diferencia del sol rojo de Kryptón] los poderes [de Superman] se multiplicaban". Además, con el fin de permitir que el lector se identificara mejor con el invulnerable Hombre de Acero, Weisinger con frecuencia pedía historias en las cuales "Superman perdía sus poderes y tenía que sobrevivir con su ingenio natural". Uno de los retos a su ingenio estaba en Lois Lane, ya que bajo su liderazgo abundaron las historias en las cuales ella intentaba probar que Superman y Clark Kent eran la misma persona. Weisinger "disfrutaba sorprendiendo a los lectores", y con ese fin en algunas historias presentaba personalidades de la vida real, entre ellos los conductores televisivos Alan Funt, Steve Allen, y Ralph Edwards, los actores Ann Blyth y Pat Boone, el presidente John F. Kennedy, entre otros. Weisinger estaba orgullozo de habérsele ocurrido las historias imaginarias, un truco para crear historias no canónicas que escapaban a la lógica y no afectaban las series o la continuidad del personaje, y de haber concebido la idea de la primera antología de DC, el primer 'Superman Annual'.
Muchas de las ideas de Weisinger venían de hablar con los chicos de su vecindario, consultándoles que era lo que querían ver, y luego trataba de llevarlas a cabo. Así llegó a crear los títulos basados en Lois Lane y Jimmy Olsen, enfrentándose a la gerencia de la editorial que "protestaba diciendo que los personajes no eran lo suficientemente interesantes". En 1966, Weisinger compró a Jim Shooter algunas historias de la Legión de Super-Héroes que este le había enviado por correo, comisionandolo luego a escribir también historias de Superman y Supergirl. Finalmente, al ofrecerle un cargo fijo en la editorial Weisinger se enteró de que Shooter solo tenía 14 años.

### Estilo y críticas
Weisinger era criticado por tener una actitud muy controladora, autoritaria y mano dura para con sus guionistas y artistas. También se lo criticaba por sofocar la creatividad al imponer historias. Jim Shooter elogió las "reglas" para escribir historietas de Weisinger, pero criticando su rígida adherencia a ellas: "... las reglas de Mort siempre funcionaban, muy mecánicas, a pruebas de idiotas. Intentar cosas que iban más allá de los confines de las reglas de Mort era complicado y posiblemente fallaras. Pero si te atrevías, si tenías la suficiente profundidad de comprensión y habilidad, se podían hacer cosas maravillosas". Al respecto, Weisinger comentó que "la gente siempre me acusaba de ser un egomaniaco como editor porque le daba mis propios argumentos [para las historias] a los guionistas. Lo hacía por una razón. Si le pedía a un escritor que trajera sus propios argumentos y él se pasaba un fin de semana para hacer cuatro y a mi no me gustaba ninguno de ellos, entonces él había "perdido" un fin de semana entero... lo menos que podía hacer era pensar un argumento para el escritor y si a él le gustaba (yo nunca forcé a nadie tomándolo de la garganta) arrancabamos de ahí y armabamos una historia."
Un concepto que trajo desde los pulps hacia las historietas fue el crear una historia "alrededor de una cubierta ya dibujada", algo usado mucho en la industria, especialmente por su colega Julius Schwartz. Durante el reinado de Weisinger las historias de Superman mantenían una razonable continuidad, aunque poco relacionada con el resto del Universo DC. Weisinger fue reemplazado en 1970 por Julius Schwartz, su amigo desde la juventud y colega por mucho tiempo. Tiempo después, Weisinger fue inmortalizado en las historietas de Superman "como un busto en el departamento de Clark Kent".

### Vida personal
Mientras hacía el servicio militar, Weisinger conoció en un viaje en tren a Thelma Rudnick, quien se desempeñaba como enfermera. En el mismo viaje le propuso matrimonio y se casaron el 27 de septiembre de 1943. Ambos tuvieron dos hijos: Joyce Carol y Hendrie Davis.
A Weisinger a veces le daba vergüenza revelar su trabajo principal. "Cuando la gente me preguntaba qué es lo que hacía para vivir, solía evadir decir que era editor de Superman. Les decía que escribía para [las revistas] Collier's o The Saturday Evening Post". Solía intentar que lo despidieran "pidiendo más y más aumento de sueldo", pero sus demandas solían tener eco, e incluso le llegaron a dar una "cantidad generosa de acciones" y lo hicieron "vice presidente de relaciones públicas de la editorial". Luego de renunciar se compró un Cadillac blanco como para "reforzar mi ego".
Vivió la mayor parte de su vida en Great Neck, New York, y permaneció ahí hasta su muerte. En 1985 fue uno de los homenajeados por DC Comics en la publicación conmemorativa del 50 aniversario de la de la compañía Fifty Who Made DC Great.

## Artículos y libros
Además de su agencia de Ciencia Ficción y su extenso trabajo editorial para DC Comics, Weisinger encontraba tiempo para escribir varios artículos para una amplia variedad de revistas. Hacia 1975 Weisinger decía haber escrito cerca de 1000 artículos para revistas como The Journal of the AMA, Reader's Digest, Collier's, The Saturday Evening Post y Parade." Sus artículos eran de variada temática y trataban desde uno sobre el Comics Code Authority para la revista Better Homes and Gardens, hasta un artículo titulado "How Ralph Edwards Fools 'Em", para el cual acompañó a Ralph Edwards en sus escapadas para obtener la historia de cómo el conductor engañaba a las celebridades para honralas en su popular programa televisivo de la década del 50.
Weisinger tenía un particular interés en los concursos de belleza, y escribió un artículo para la revista Parade dando su punto de vista de porque ciertas finalistas en el concurso de Miss América nunca pueden ganar la corona, e incluso publicó una novela muy vendida llamada The Contest. Weisinger participó una vez como "juez en un concurso preliminar de Miss America", donde "aprendió la historia interna", y luego viajó a Europa con el entonces "mundialmente famoso anfitrión del concurso en la vida real", en ese momento amigo de Weisinger quién rehusó hablarle nuevamente luego de haber leído la novela. La novela le generó un ingreso de 125.000 dólares por los derechos para llevarla al cine y ediciones de la novela en varios idiomas.